# Hassle kyrka
Hassle kyrka är en kyrkobyggnad som sedan 2004 tillhör Lyrestads församling (tidigare Hassle församling) i Skara stift. Den ligger omkring 10 kilometer nordost om centralorten i Mariestads kommun.

## Kyrkobyggnaden

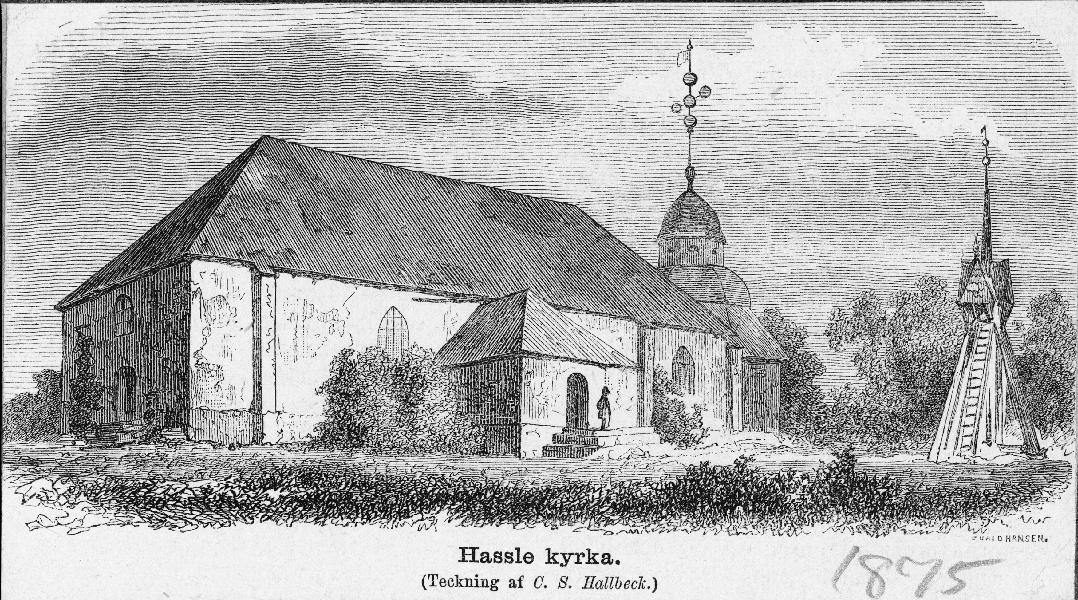
Hassle gamla kyrka

Föregående kyrka på platsen uppfördes på medeltiden och revs 1878.
Nuvarande kyrka uppfördes 1878–1879 efter ritningar av arkitekt Albert Törnqvist. Kyrkan består av ett stort rektangulärt långhus med en stomme av natursten och granit. I motsats till de flesta andra kyrkobyggnader är Hassle kyrka omvänt orienterad med torn i öster och kor i väster. Väster om koret ligger en femsidig sakristia. Ytterväggarna är spritputsade och yttertaket är belagt med skiffer. Tornspiran är belagd med plåt och kröns med kors på kula.

## Inventarier
- En dopfunt av gotländsk kalksten är från omkring år 1200. Tillhörande lock av ek är från 1500-talet.
- Predikstolen är samtida med nuvarande kyrka.
- En altartavla är målad 1880 av Adelaide Leuhusen och har motivet Jesus och barnen.
- Nuvarande orgel är tillverkad av E A Setterquist & son och installerad vid en renovering 1922-1923. Fasaden härstammar från en tidigare orgel byggd 1844 av Johan Nikolaus Söderling.
- Tre ljuskronor är från 1700-talet och 1800-talet.

### Webbkällor
- Amnehärad-Lyrestads kyrkliga samfällighet
- byggnadspresentation
- Wikimedia Commons har media som rör Hassle kyrka.